# Llista de topònims de les Valls de Valira
Llista de topònims (noms propis de lloc) del municipi de les Valls de Valira, a l'Alt Urgell
Informació actualitzada per un bot. Els canvis manuals es perdran quan s'actualitzi!

## assentament humà
| imatge | Nom                  | Ubicat a            | instància de     | Detalls | coordenades                                                   | Protecció | Commons (més fotos) | Dades a WD                    |
| ------ | -------------------- | ------------------- | ---------------- | ------- | ------------------------------------------------------------- | --------- | ------------------- | ----------------------------- |
|        | Morters              | les Valls de Valira | assentament humà |         | 42° 23′ 29″ N, 1° 27′ 17″ E / 42.39145833°N,1.45458611°E      |           |                     | Modifica les dades a Wikidata |
|        | les torres de Feners | les Valls de Valira | assentament humà |         | 42° 22′ 03″ N, 1° 29′ 11″ E / 42.367377°N,1.486367°E 952 msnm |           |                     | Modifica les dades a Wikidata |

## borda
| imatge | Nom                       | Ubicat a            | instància de | Detalls       | coordenades                                                                   | Protecció | Commons (més fotos)       | Dades a WD                    |
| ------ | ------------------------- | ------------------- | ------------ | ------------- | ----------------------------------------------------------------------------- | --------- | ------------------------- | ----------------------------- |
|        | Barraca del Vaquer        | les Valls de Valira | borda        |               | 42° 25′ 26″ N, 1° 34′ 54″ E / 42.4237869568451°N,1.58161174156978°E           |           |                           | Modifica les dades a Wikidata |
|        | Borda Blanca              | les Valls de Valira | borda        |               | 42° 25′ 31″ N, 1° 27′ 43″ E / 42.4253512400146°N,1.46200139642274°E           |           |                           | Modifica les dades a Wikidata |
|        | Borda Casals              | les Valls de Valira | borda        |               | 42° 25′ 53″ N, 1° 29′ 08″ E / 42.4313126867844°N,1.48564642726698°E           |           |                           | Modifica les dades a Wikidata |
|        | Borda Cavaller            | les Valls de Valira | borda        |               | 42° 25′ 43″ N, 1° 27′ 46″ E / 42.428712977838°N,1.46286738656203°E            |           |                           | Modifica les dades a Wikidata |
|        | Borda Gavatxó             | les Valls de Valira | borda        |               | 42° 30′ 37″ N, 1° 25′ 11″ E / 42.51038°N,1.41962°E                            |           |                           | Modifica les dades a Wikidata |
|        | Borda Giberga             | les Valls de Valira | borda        |               | 42° 26′ 02″ N, 1° 28′ 05″ E / 42.4339436394241°N,1.46812521550736°E           |           |                           | Modifica les dades a Wikidata |
|        | Borda Joanet              | les Valls de Valira | borda        |               | 42° 27′ 56″ N, 1° 24′ 32″ E / 42.4656019839109°N,1.40889616243787°E           |           |                           | Modifica les dades a Wikidata |
|        | Borda Nova                | les Valls de Valira | borda        |               | 42° 24′ 57″ N, 1° 27′ 50″ E / 42.4158402956052°N,1.46394755639149°E           |           |                           | Modifica les dades a Wikidata |
|        | Borda Rebés               | les Valls de Valira | borda        |               | 42° 25′ 01″ N, 1° 33′ 45″ E / 42.416973444926°N,1.56240392762533°E            |           |                           | Modifica les dades a Wikidata |
|        | Borda Torner              | les Valls de Valira | borda        |               | 42° 25′ 03″ N, 1° 33′ 42″ E / 42.417504183406°N,1.56163824525125°E            |           |                           | Modifica les dades a Wikidata |
|        | Borda l'Envall            | les Valls de Valira | borda        |               | 42° 27′ 35″ N, 1° 23′ 55″ E / 42.4596786330166°N,1.39872044518376°E           |           |                           | Modifica les dades a Wikidata |
|        | Cabana d'en Joan Martell  | les Valls de Valira | borda        |               | 42° 26′ 03″ N, 1° 35′ 10″ E / 42.4340653924929°N,1.5862185763048°E            |           |                           | Modifica les dades a Wikidata |
|        | Cobert del Sabí           | les Valls de Valira | borda        |               | 42° 26′ 46″ N, 1° 23′ 36″ E / 42.4461568577655°N,1.3932648151306°E            |           |                           | Modifica les dades a Wikidata |
|        | Corral de la Ingla        | les Valls de Valira | borda        |               | 42° 24′ 43″ N, 1° 33′ 33″ E / 42.4118546184151°N,1.5592516829609°E            |           |                           | Modifica les dades a Wikidata |
|        | Cortalet del Girau        | les Valls de Valira | borda        |               | 42° 26′ 45″ N, 1° 23′ 09″ E / 42.44589807744°N,1.38574466797943°E             |           |                           | Modifica les dades a Wikidata |
|        | Cortalet del Roger        | les Valls de Valira | borda        |               | 42° 25′ 34″ N, 1° 25′ 04″ E / 42.4260183222273°N,1.41772606775028°E           |           |                           | Modifica les dades a Wikidata |
|        | Era del Pauet             | les Valls de Valira | borda era    | Estat: ruïnós | 42° 25′ 41″ N, 1° 24′ 57″ E / 42.4281260741849°N,1.41580100323568°E           |           |                           | Modifica les dades a Wikidata |
|        | borda d'en Genís          | les Valls de Valira | borda        |               | 42° 25′ 03″ N, 1° 33′ 32″ E / 42.4175614005285°N,1.55902379335675°E           |           |                           | Modifica les dades a Wikidata |
|        | borda d'en Josep          | les Valls de Valira | borda        |               | 42° 25′ 02″ N, 1° 33′ 42″ E / 42.4173062662252°N,1.56165492336723°E           |           |                           | Modifica les dades a Wikidata |
|        | borda de Casa Soldat      | les Valls de Valira | borda        |               | 42° 31′ 58″ N, 1° 26′ 13″ E / 42.53277°N,1.43691°E                            |           |                           | Modifica les dades a Wikidata |
|        | borda de Feners           | les Valls de Valira | borda        |               | 42° 22′ 03″ N, 1° 29′ 09″ E / 42.3675742040319°N,1.48596418573989°E           |           |                           | Modifica les dades a Wikidata |
|        | borda de Lluçà            | les Valls de Valira | borda        |               | 42° 26′ 16″ N, 1° 26′ 28″ E / 42.4376671936293°N,1.44105591966791°E           |           |                           | Modifica les dades a Wikidata |
|        | borda de Querols          | les Valls de Valira | borda        |               | 42° 25′ 10″ N, 1° 33′ 46″ E / 42.4194090246814°N,1.56272507190447°E           |           |                           | Modifica les dades a Wikidata |
|        | borda de Sant Andreu      | les Valls de Valira | borda        |               | 42° 22′ 33″ N, 1° 28′ 46″ E / 42.3759446950073°N,1.47947141890602°E           |           |                           | Modifica les dades a Wikidata |
|        | borda de Segalers         | les Valls de Valira | borda        |               | 42° 28′ 13″ N, 1° 25′ 38″ E / 42.470339234665°N,1.4272164494399°E             |           |                           | Modifica les dades a Wikidata |
|        | borda de Tens             | les Valls de Valira | borda        |               | 42° 24′ 14″ N, 1° 29′ 42″ E / 42.4037966506683°N,1.49494818637283°E           |           |                           | Modifica les dades a Wikidata |
|        | borda de l'Anton          | les Valls de Valira | borda        |               | 42° 26′ 37″ N, 1° 23′ 39″ E / 42.4436825827924°N,1.39406976272606°E           |           |                           | Modifica les dades a Wikidata |
|        | borda de l'Oliva          | les Valls de Valira | borda        |               | 42° 27′ 55″ N, 1° 24′ 19″ E / 42.4651730054435°N,1.40524587707839°E           |           |                           | Modifica les dades a Wikidata |
|        | borda de la Plana         | les Valls de Valira | borda        |               | 42° 30′ 42″ N, 1° 25′ 39″ E / 42.511767016979°N,1.4273951212663°E             |           |                           | Modifica les dades a Wikidata |
|        | borda de les Tranonceres  | les Valls de Valira | borda        |               | 42° 24′ 19″ N, 1° 32′ 21″ E / 42.4054030295562°N,1.53905722602501°E           |           |                           | Modifica les dades a Wikidata |
|        | borda del Bonfill         | les Valls de Valira | borda        |               | 42° 27′ 36″ N, 1° 26′ 13″ E / 42.4600098309039°N,1.43705972999821°E           |           |                           | Modifica les dades a Wikidata |
|        | borda del Borbó           | les Valls de Valira | borda        |               | 42° 26′ 24″ N, 1° 24′ 17″ E / 42.4400387194845°N,1.40463124149576°E           |           |                           | Modifica les dades a Wikidata |
|        | borda del Civís           | les Valls de Valira | borda        |               | 42° 27′ 39″ N, 1° 24′ 19″ E / 42.4609316704117°N,1.40526840417074°E           |           |                           | Modifica les dades a Wikidata |
|        | borda del Fuster          | les Valls de Valira | borda        |               | 42° 28′ 04″ N, 1° 24′ 40″ E / 42.4677655986825°N,1.41100651180098°E           |           |                           | Modifica les dades a Wikidata |
|        | borda del Gasparó         | les Valls de Valira | borda        |               | 42° 27′ 42″ N, 1° 24′ 09″ E / 42.4617302857979°N,1.40247505412282°E           |           |                           | Modifica les dades a Wikidata |
|        | borda del Gomà            | les Valls de Valira | borda        |               | 42° 28′ 20″ N, 1° 24′ 29″ E / 42.4723350217018°N,1.408020036829°E             |           |                           | Modifica les dades a Wikidata |
|        | borda del Jepet           | les Valls de Valira | borda        |               | 42° 25′ 09″ N, 1° 24′ 51″ E / 42.4191324802245°N,1.41407061071301°E           |           |                           | Modifica les dades a Wikidata |
|        | borda del Jubany          | les Valls de Valira | borda        |               | 42° 27′ 41″ N, 1° 23′ 57″ E / 42.4614961029164°N,1.39924576350011°E           |           |                           | Modifica les dades a Wikidata |
|        | borda del Lluís           | les Valls de Valira | borda        |               | 42° 25′ 18″ N, 1° 24′ 50″ E / 42.421660178478°N,1.41386103517375°E            |           |                           | Modifica les dades a Wikidata |
|        | borda del Marxant         | les Valls de Valira | borda        |               | 42° 26′ 44″ N, 1° 25′ 42″ E / 42.445462334367°N,1.42825322522536°E            |           |                           | Modifica les dades a Wikidata |
|        | borda del Masover         | les Valls de Valira | borda        |               | 42° 26′ 54″ N, 1° 24′ 51″ E / 42.4484654851234°N,1.41418189590799°E           |           |                           | Modifica les dades a Wikidata |
|        | borda del Molines         | les Valls de Valira | borda        |               | 42° 29′ 34″ N, 1° 25′ 43″ E / 42.4928905245123°N,1.42858700042532°E           |           |                           | Modifica les dades a Wikidata |
|        | borda del Pagès           | les Valls de Valira | borda        |               | 42° 25′ 05″ N, 1° 33′ 46″ E / 42.4180782316813°N,1.56288916628974°E           |           |                           | Modifica les dades a Wikidata |
|        | borda del Ruf             | les Valls de Valira | borda        |               | 42° 26′ 02″ N, 1° 24′ 04″ E / 42.4339217656485°N,1.40124867586512°E           |           |                           | Modifica les dades a Wikidata |
|        | borda del Tolot           | les Valls de Valira | borda        |               | 42° 27′ 38″ N, 1° 26′ 09″ E / 42.4605237304313°N,1.43578205565811°E           |           |                           | Modifica les dades a Wikidata |
|        | borda del Trullar         | les Valls de Valira | borda        |               | 42° 26′ 50″ N, 1° 25′ 51″ E / 42.447263485717°N,1.43088335200251°E            |           |                           | Modifica les dades a Wikidata |
|        | borda dels Batalla        | les Valls de Valira | borda        |               | 42° 25′ 11″ N, 1° 33′ 30″ E / 42.4195864860297°N,1.55821168032515°E           |           |                           | Modifica les dades a Wikidata |
|        | bordes d'Asnurri          | les Valls de Valira | borda        |               | 42° 28′ 13″ N, 1° 22′ 52″ E / 42.4701933642178°N,1.38114265496637°E           |           |                           | Modifica les dades a Wikidata |
|        | bordes d'Escàs            | les Valls de Valira | borda        |               | 42° 25′ 35″ N, 1° 30′ 07″ E / 42.42651°N,1.50199°E                            |           |                           | Modifica les dades a Wikidata |
|        | bordes d'en Casals        | les Valls de Valira | borda        |               | 42° 25′ 39″ N, 1° 29′ 53″ E / 42.4274155079357°N,1.4981394039337°E            |           |                           | Modifica les dades a Wikidata |
|        | bordes de Boloriu         | les Valls de Valira | borda        |               | 42° 25′ 05″ N, 1° 29′ 01″ E / 42.41793°N,1.48374°E                            |           |                           | Modifica les dades a Wikidata |
|        | bordes de Cintó           | les Valls de Valira | borda        |               | 42° 25′ 04″ N, 1° 33′ 37″ E / 42.4178296748033°N,1.5603059961155°E            |           |                           | Modifica les dades a Wikidata |
|        | bordes de Coll d'Ares     | les Valls de Valira | borda        |               | 42° 28′ 29″ N, 1° 24′ 11″ E / 42.4747231366021°N,1.40295962206902°E           |           |                           | Modifica les dades a Wikidata |
|        | bordes de Conflent        | les Valls de Valira | borda        |               | 42° 29′ 54″ N, 1° 22′ 23″ E / 42.498399369321°N,1.3729669330873°E             |           |                           | Modifica les dades a Wikidata |
|        | bordes de Cortvassill     | les Valls de Valira | borda        |               | 42° 28′ 26″ N, 1° 22′ 38″ E / 42.4738204408019°N,1.37716853551176°E           |           |                           | Modifica les dades a Wikidata |
|        | bordes de Jussà           | les Valls de Valira | borda        |               | 42° 28′ 56″ N, 1° 22′ 02″ E / 42.482108970089°N,1.3673059827945°E             |           |                           | Modifica les dades a Wikidata |
|        | bordes de Padovern        | les Valls de Valira | borda        |               | 42° 24′ 38″ N, 1° 32′ 19″ E / 42.4105053042056°N,1.53874435590588°E           |           |                           | Modifica les dades a Wikidata |
|        | bordes de Pudovern        | les Valls de Valira | borda        |               | 42° 24′ 58″ N, 1° 32′ 34″ E / 42.416032773932°N,1.5428194162481°E             |           |                           | Modifica les dades a Wikidata |
|        | bordes de Servellà        | les Valls de Valira | borda        |               | 42° 29′ 41″ N, 1° 25′ 24″ E / 42.494708°N,1.423196°E 1780 msnm                |           | Bordes de Servellà        | Modifica les dades a Wikidata |
|        | bordes de Sobirà          | les Valls de Valira | borda        |               | 42° 28′ 56″ N, 1° 22′ 33″ E / 42.482229962006°N,1.3758193622904°E             |           |                           | Modifica les dades a Wikidata |
|        | bordes de Sorri           | les Valls de Valira | borda        |               | 42° 23′ 58″ N, 1° 34′ 11″ E / 42.3993939848165°N,1.56958542442519°E           |           |                           | Modifica les dades a Wikidata |
|        | bordes de Vallbiguera     | les Valls de Valira | borda        |               | 42° 28′ 53″ N, 1° 23′ 21″ E / 42.481518589286°N,1.3892207339818°E             |           |                           | Modifica les dades a Wikidata |
|        | bordes de la Colomina     | les Valls de Valira | borda        |               | 42° 28′ 23″ N, 1° 25′ 44″ E / 42.4730281442299°N,1.4288772986555°E            |           |                           | Modifica les dades a Wikidata |
|        | bordes de les Corxessanes | les Valls de Valira | borda        |               | 42° 25′ 41″ N, 1° 29′ 39″ E / 42.4280122111504°N,1.49419872150734°E           |           |                           | Modifica les dades a Wikidata |
|        | bordes del Ras de Conques | les Valls de Valira | borda        |               | 42° 26′ 33″ N, 1° 22′ 18″ E / 42.4423665249243°N,1.37164596079089°E 1760 msnm |           | Bordes del Ras de Conques | Modifica les dades a Wikidata |
|        | bordes dels Prats         | les Valls de Valira | borda        |               | 42° 28′ 48″ N, 1° 24′ 05″ E / 42.479888451334°N,1.4014285827232°E             |           |                           | Modifica les dades a Wikidata |
|        | cortal del Cotet          | les Valls de Valira | borda        |               | 42° 25′ 33″ N, 1° 26′ 45″ E / 42.4259161193414°N,1.44579616737893°E           |           |                           | Modifica les dades a Wikidata |
|        | cortal del Girau          | les Valls de Valira | borda        |               | 42° 25′ 24″ N, 1° 23′ 46″ E / 42.4234490365074°N,1.39615440410851°E           |           |                           | Modifica les dades a Wikidata |
|        | cortal del Martell        | les Valls de Valira | borda        |               | 42° 23′ 04″ N, 1° 32′ 30″ E / 42.3844526799569°N,1.54165687714309°E           |           |                           | Modifica les dades a Wikidata |
|        | cortal del Masover        | les Valls de Valira | borda        |               | 42° 25′ 22″ N, 1° 34′ 19″ E / 42.422701998966°N,1.5718370400739°E             |           |                           | Modifica les dades a Wikidata |
|        | cortal del Mestre         | les Valls de Valira | borda        |               | 42° 27′ 09″ N, 1° 22′ 59″ E / 42.4524062987571°N,1.3829872537901°E            |           |                           | Modifica les dades a Wikidata |
|        | cortal del Pauet          | les Valls de Valira | borda        |               | 42° 25′ 43″ N, 1° 24′ 25″ E / 42.4284809157718°N,1.40696667011067°E           |           |                           | Modifica les dades a Wikidata |
|        | cortal del Poblador       | les Valls de Valira | borda        |               | 42° 22′ 59″ N, 1° 29′ 31″ E / 42.3830903910074°N,1.49205380495773°E           |           |                           | Modifica les dades a Wikidata |
|        | cortal del Solà de Vella  | les Valls de Valira | borda        |               | 42° 25′ 46″ N, 1° 24′ 53″ E / 42.4294524972469°N,1.41468567629016°E           |           |                           | Modifica les dades a Wikidata |
|        | el Cortalot               | les Valls de Valira | borda        |               | 42° 23′ 26″ N, 1° 27′ 37″ E / 42.3906735114998°N,1.46023646835466°E           |           |                           | Modifica les dades a Wikidata |
|        | els Pallers del Trullar   | les Valls de Valira | borda        |               | 42° 27′ 03″ N, 1° 25′ 39″ E / 42.4507119946941°N,1.42755040400433°E           |           |                           | Modifica les dades a Wikidata |
|        | la Barraca Vella          | les Valls de Valira | borda        |               | 42° 25′ 28″ N, 1° 34′ 48″ E / 42.4244261367462°N,1.58013867122814°E           |           |                           | Modifica les dades a Wikidata |
|        | la Borda                  | les Valls de Valira | borda        |               | 42° 24′ 25″ N, 1° 32′ 30″ E / 42.4069219583099°N,1.5416468264412°E            |           |                           | Modifica les dades a Wikidata |
|        | la Llosa                  | les Valls de Valira | borda        |               | 42° 23′ 50″ N, 1° 33′ 28″ E / 42.397310748217°N,1.5578329024028°E             |           |                           | Modifica les dades a Wikidata |
|        | les Bordes de Mitjà       | les Valls de Valira | borda        |               | 42° 28′ 50″ N, 1° 22′ 21″ E / 42.4804920602625°N,1.37261624767013°E           |           |                           | Modifica les dades a Wikidata |
|        | les Eretes                | les Valls de Valira | borda        |               | 42° 22′ 55″ N, 1° 27′ 23″ E / 42.3820771041023°N,1.4565230180823°E            |           |                           | Modifica les dades a Wikidata |
|        | los Cortalets             | les Valls de Valira | borda        |               | 42° 24′ 29″ N, 1° 32′ 41″ E / 42.407952138465°N,1.54475825086785°E            |           |                           | Modifica les dades a Wikidata |

## castell
| imatge | Nom                            | Ubicat a            | instància de | Detalls                      | coordenades                                                            | Protecció                                            | Commons (més fotos) | Dades a WD                    |
| ------ | ------------------------------ | ------------------- | ------------ | ---------------------------- | ---------------------------------------------------------------------- | ---------------------------------------------------- | ------------------- | ----------------------------- |
|        | Castell d'Ars                  | les Valls de Valira | castell      | Estil: arquitectura romànica | 42° 26′ 49″ N, 1° 23′ 49″ E / 42.44694444°N,1.39694444°E Ars 1467 msnm | bé d'interès cultural bé cultural d'interès nacional | Castell d'Ars       | Modifica les dades a Wikidata |
|        | Castell de la Bastida de Ponts | les Valls de Valira | castell      |                              | 42° 25′ 50″ N, 1° 27′ 54″ E / 42.4305593862577°N,1.46490104394056°E    |                                                      |                     | Modifica les dades a Wikidata |

## collada
| imatge | Nom                    | Ubicat a                                | instància de | Detalls | coordenades | Protecció | Commons (més fotos) | Dades a WD                    |
| ------ | ---------------------- | --------------------------------------- | ------------ | ------- | --- | --------- | ------------------- | ----------------------------- |
|        | Coll de Conflent       | les Valls de Valira                     | collada      |         | 42° 30′ 14″ N, 1° 23′ 50″ E / 42.50393611°N,1.39718333°E 2177 2177.5 msnm                                               |           |                     | Modifica les dades a Wikidata |
|        | Coll de Vista          | les Valls de Valira Sant Julià de Lòria | collada      |         | 42° 27′ 29″ N, 1° 26′ 23″ E / 42.45813889°N,1.43978611°E 42° 28′ 32″ N, 1° 26′ 30″ E / 42.47552°N,1.44173°E 1923.6 msnm |           |                     | Modifica les dades a Wikidata |
|        | Port Negre d'Urgell    | les Valls de Valira Sant Julià de Lòria | collada      |         | 42° 27′ 29″ N, 1° 33′ 49″ E / 42.45813889°N,1.56369722°E 2604.8 msnm                                                    |           |                     | Modifica les dades a Wikidata |
|        | coll d'Arques          | Estamariu les Valls de Valira           | collada      |         | 42° 23′ 39″ N, 1° 29′ 52″ E / 42.394215°N,1.497763°E                                                                    |           |                     | Modifica les dades a Wikidata |
|        | coll de Prat Porceller | les Valls de Valira                     | collada      |         | 42° 28′ 03″ N, 1° 26′ 26″ E / 42.46757306°N,1.44047222°E 1972.8 msnm                                                    |           |                     | Modifica les dades a Wikidata |
|        | collada de Canòlic     | les Valls de Valira                     | collada      |         | 42° 27′ 42″ N, 1° 26′ 42″ E / 42.4616°N,1.44499°E 42° 27′ 42″ N, 1° 26′ 47″ E / 42.46158°N,1.4464°E 1901.3 msnm         |           |                     | Modifica les dades a Wikidata |

## curs d'aigua
| imatge | Nom                    | Ubicat a                                                          | instància de | Detalls                                      | coordenades | Protecció | Commons (més fotos)    | Dades a WD                    |
| ------ | ---------------------- | ----------------------------------------------------------------- | ------------ | -------------------------------------------- | --- | --------- | ---------------------- | ----------------------------- |
|        | Runer                  | les Valls de Valira Sant Julià de Lòria                           | curs d'aigua | Desemboca: Valira Llarg: 4.7km               | 42° 25′ 48″ N, 1° 31′ 30″ E / 42.43006°N,1.524921°E 42° 26′ 07″ N, 1° 28′ 20″ E / 42.435271°N,1.472248°E                   |           | El Runer               | Modifica les dades a Wikidata |
|        | Valira                 | Andorra Alt Urgell                                                | curs d'aigua | Desemboca: Segre Llarg: 44km Conca: 591.6km² | 42° 23′ 14″ N, 1° 27′ 35″ E / 42.387222222222°N,1.4597222222222°E 42° 20′ 45″ N, 1° 26′ 33″ E / 42.345833333333°N,1.4425°E |           | Valira (river)         | Modifica les dades a Wikidata |
|        | riu d'Aós              | Os de Civís                                                       | curs d'aigua |                                              | |           |                        | Modifica les dades a Wikidata |
|        | riu de Santa Magdalena | Farrera les Valls de Valira Montferrer i Castellbò Llavorsí Rialb | curs d'aigua | Desemboca: Noguera Pallaresa Conca: 109.8km² | 42° 30′ 05″ N, 1° 19′ 49″ E / 42.501494°N,1.330232°E 42° 28′ 01″ N, 1° 11′ 57″ E / 42.466955°N,1.199188°E                  |           | Riu de Santa Magdalena | Modifica les dades a Wikidata |

## edifici
| imatge | Nom                           | Ubicat a            | instància de | Detalls                     | coordenades | Protecció                                  | Commons (més fotos) | Dades a WD                    |
| ------ | ----------------------------- | ------------------- | ------------ | --------------------------- | ----------- | ------------------------------------------ | ------------------- | ----------------------------- |
|        | Molí d'Ars                    | les Valls de Valira | edifici      | Estil: arquitectura popular |             | bé integrant del patrimoni cultural català |                     | Modifica les dades a Wikidata |
|        | Molí de Cal Ferrer d'Anserall | les Valls de Valira | edifici      | Estil: arquitectura popular |             | bé integrant del patrimoni cultural català |                     | Modifica les dades a Wikidata |
|        | Molí de Cal Trullar           | les Valls de Valira | edifici      | Estil: arquitectura popular |             | bé integrant del patrimoni cultural català |                     | Modifica les dades a Wikidata |
|        | Molí de Cal Vidal d'Arcavell  | les Valls de Valira | edifici      | Estil: arquitectura popular |             | bé integrant del patrimoni cultural català |                     | Modifica les dades a Wikidata |

## edifici històric
| imatge | Nom                   | Ubicat a            | instància de                     | Detalls | coordenades                                                         | Protecció | Commons (més fotos) | Dades a WD                    |
| ------ | --------------------- | ------------------- | -------------------------------- | ------- | ------------------------------------------------------------------- | --------- | ------------------- | ----------------------------- |
|        | Castellot de la Meca  | les Valls de Valira | edifici històric                 |         | 42° 25′ 07″ N, 1° 26′ 39″ E / 42.4187337646683°N,1.44411397965705°E |           |                     | Modifica les dades a Wikidata |
|        | creu de Sant Salvador | les Valls de Valira | edifici històric creu monumental |         | 42° 24′ 04″ N, 1° 32′ 40″ E / 42.4011127550848°N,1.54444245361942°E |           |                     | Modifica les dades a Wikidata |

## entitat singular de població
| imatge | Nom                | Ubicat a            | instància de                                                                   | Detalls | coordenades                                                            | Protecció | Commons (més fotos)       | Dades a WD                    |
| ------ | ------------------ | ------------------- | ------------------------------------------------------------------------------ | ------- | ---------------------------------------------------------------------- | --------- | ------------------------- | ----------------------------- |
|        | Anserall           | les Valls de Valira | entitat singular de població ens local històric de Catalunya capital municipal | 107 hab | 42° 22′ 44″ N, 1° 27′ 23″ E / 42.3789°N,1.45647°E 740 msnm             |           | Anserall                  | Modifica les dades a Wikidata |
|        | Arcavell           | les Valls de Valira | entitat singular de població                                                   | 34 hab  | 42° 25′ 50″ N, 1° 28′ 58″ E / 42.430539°N,1.482903°E 1142 msnm         |           | Arcavell                  | Modifica les dades a Wikidata |
|        | Arduix             | les Valls de Valira | entitat singular de població                                                   | 5 hab   | 42° 26′ 41″ N, 1° 26′ 29″ E / 42.4447°N,1.44129°E 1125 msnm            |           | Arduix                    | Modifica les dades a Wikidata |
|        | Argolell           | les Valls de Valira | entitat singular de població                                                   | 25 hab  | 42° 26′ 07″ N, 1° 26′ 50″ E / 42.4352°N,1.44714°E 1125 msnm            |           | Argolell                  | Modifica les dades a Wikidata |
|        | Ars                | les Valls de Valira | entitat singular de població entitat municipal descentralitzada                | 22 hab  | 42° 26′ 41″ N, 1° 23′ 40″ E / 42.444847°N,1.394386°E 1362 msnm         |           | Ars (les Valls de Valira) | Modifica les dades a Wikidata |
|        | Asnurri            | les Valls de Valira | entitat singular de població entitat municipal descentralitzada                | 21 hab  | 42° 26′ 43″ N, 1° 25′ 19″ E / 42.445227°N,1.422063°E 1187 msnm         |           | Asnurri                   | Modifica les dades a Wikidata |
|        | Baixos de Calbinyà | les Valls de Valira | entitat singular de població                                                   | 210 hab | 42° 22′ 40″ N, 1° 28′ 00″ E / 42.3779°N,1.46659°E 725 msnm             |           |                           | Modifica les dades a Wikidata |
|        | Barri de Sant Pere | les Valls de Valira | entitat singular de població                                                   | 66 hab  | 42° 21′ 44″ N, 1° 28′ 54″ E / 42.36208798°N,1.48175133°E 712 msnm      |           |                           | Modifica les dades a Wikidata |
|        | Bescaran           | les Valls de Valira | entitat singular de població entitat municipal descentralitzada                | 84 hab  | 42° 24′ 09″ N, 1° 32′ 39″ E / 42.402471°N,1.544173°E 1360 msnm         |           | Bescaran                  | Modifica les dades a Wikidata |
|        | Calbinyà           | les Valls de Valira | entitat singular de població                                                   | 58 hab  | 42° 22′ 42″ N, 1° 28′ 07″ E / 42.3783°N,1.46859°E 1020 msnm            |           | Calbinyà                  | Modifica les dades a Wikidata |
|        | Civís              | les Valls de Valira | entitat singular de població entitat municipal descentralitzada                | 39 hab  | 42° 27′ 53″ N, 1° 25′ 22″ E / 42.46484°N,1.422641°E 1511 msnm          |           | Civís                     | Modifica les dades a Wikidata |
|        | Os de Civís        | les Valls de Valira | entitat singular de població entitat municipal descentralitzada periclavament  | 67 hab  | 42° 30′ 38″ N, 1° 26′ 22″ E / 42.510498°N,1.439335°E 1490 msnm         |           | Os de Civís               | Modifica les dades a Wikidata |
|        | Sant Antoni        | les Valls de Valira | entitat singular de població                                                   | 40 hab  | 42° 21′ 44″ N, 1° 28′ 15″ E / 42.36216691°N,1.470794678°E 742.035 msnm |           |                           | Modifica les dades a Wikidata |
|        | Sant Joan Fumat    | les Valls de Valira | entitat singular de població entitat municipal descentralitzada                | 28 hab  | 42° 25′ 47″ N, 1° 25′ 15″ E / 42.42980833°N,1.42083333°E 1008 msnm     |           | Sant Joan Fumat           | Modifica les dades a Wikidata |
|        | la Farga de Moles  | les Valls de Valira | entitat singular de població                                                   | 4 hab   | 42° 25′ 50″ N, 1° 28′ 03″ E / 42.430682°N,1.467462°E 837 msnm          |           | La Farga de Moles         | Modifica les dades a Wikidata |

## església
| imatge | Nom                                     | Ubicat a            | instància de      | Detalls                                                               | coordenades                                                                   | Protecció                                            | Commons (més fotos)                      | Dades a WD                    |
| ------ | --------------------------------------- | ------------------- | ----------------- | --------------------------------------------------------------------- | ----------------------------------------------------------------------------- | ---------------------------------------------------- | ---------------------------------------- | ----------------------------- |
|        | Campanar de Sant Martí de Bescaran      | les Valls de Valira | església          | Estil: arquitectura romànica                                          | 42° 24′ 01″ N, 1° 32′ 41″ E / 42.400372°N,1.54465°E 1324 msnm                 | bé cultural d'interès nacional                       | Campanar de Sant Martí de Bescaran       | Modifica les dades a Wikidata |
|        | Sant Andreu Vell d'Arcavell             | les Valls de Valira | església          | Estil: arquitectura romànica                                          | 42° 25′ 42″ N, 1° 29′ 06″ E / 42.4284°N,1.48504°E 1215 msnm                   | bé integrant del patrimoni cultural català           | Església vella de Sant Andreu d'Arcavell | Modifica les dades a Wikidata |
|        | Sant Andreu d'Arcavell                  | les Valls de Valira | església          | Estil: arquitectura popular                                           | 42° 25′ 50″ N, 1° 28′ 58″ E / 42.4306°N,1.48289°E                             | bé cultural d'interès local                          | Sant Andreu d'Arcavell                   | Modifica les dades a Wikidata |
|        | Sant Bartomeu                           | les Valls de Valira | església capella  | Estil: arquitectura popular Estat: ruïnós                             | 42° 26′ 41″ N, 1° 23′ 33″ E / 42.444763°N,1.392597°E                          | bé integrant del patrimoni cultural català           |                                          | Modifica les dades a Wikidata |
|        | Sant Fructuós                           | les Valls de Valira | església          |                                                                       | 42° 24′ 10″ N, 1° 27′ 24″ E / 42.4026572777418°N,1.45667472749833°E           |                                                      |                                          | Modifica les dades a Wikidata |
|        | Sant Jaume de Llirt                     | les Valls de Valira | església          | Estil: arquitectura romànica                                          | 42° 22′ 50″ N, 1° 29′ 39″ E / 42.3806°N,1.49427°E                             | bé integrant del patrimoni cultural català           | Sant Jaume de Llirt                      | Modifica les dades a Wikidata |
|        | Sant Jaume de Ministrells               | les Valls de Valira | església          | Estil: arquitectura popular                                           | 42° 27′ 02″ N, 1° 24′ 34″ E / 42.450611°N,1.409449°E ca:Ministrells 1374 msnm | bé integrant del patrimoni cultural català           |                                          | Modifica les dades a Wikidata |
|        | Sant Llorenç                            | les Valls de Valira | església          |                                                                       | 42° 23′ 29″ N, 1° 27′ 17″ E / 42.3913205121696°N,1.45477788158172°E           |                                                      |                                          | Modifica les dades a Wikidata |
|        | Sant Martí d'Ars                        | les Valls de Valira | església          | Estil: arquitectura romànica                                          | 42° 26′ 41″ N, 1° 23′ 40″ E / 42.4446°N,1.39451°E                             | bé cultural d'interès nacional                       | Sant Martí d'Ars                         | Modifica les dades a Wikidata |
|        | Sant Martí de Bescaran                  | les Valls de Valira | església          | Estil: arquitectura popular                                           | 42° 24′ 09″ N, 1° 32′ 39″ E / 42.4025°N,1.54426°E                             | bé cultural d'interès local                          | Sant Martí de Bescaran                   | Modifica les dades a Wikidata |
|        | Sant Miquel                             | les Valls de Valira | església capella  |                                                                       | 42° 23′ 37″ N, 1° 33′ 07″ E / 42.393632939734°N,1.5518424167941°E             |                                                      |                                          | Modifica les dades a Wikidata |
|        | Sant Pere Somont                        | les Valls de Valira | església          | Estil: arquitectura romànica                                          | 42° 21′ 38″ N, 1° 29′ 25″ E / 42.360621°N,1.490314°E                          | bé integrant del patrimoni cultural català           | Sant Pere Somont                         | Modifica les dades a Wikidata |
|        | Sant Pere d'Os de Civís                 | les Valls de Valira | església          | Estil: arquitectura romànica                                          | 42° 30′ 42″ N, 1° 26′ 23″ E / 42.5117°N,1.4397°E                              | bé cultural d'interès local                          | Sant Pere d'Os de Civís                  | Modifica les dades a Wikidata |
|        | Sant Roc de la Farga de Moles           | les Valls de Valira | església          | Estil: arquitectura romànica                                          | 42° 25′ 54″ N, 1° 28′ 03″ E / 42.4316°N,1.46743°E                             | bé integrant del patrimoni cultural català           |                                          | Modifica les dades a Wikidata |
|        | Sant Romà de Civís                      | les Valls de Valira | església          | Estil: arquitectura popular                                           | 42° 27′ 55″ N, 1° 25′ 20″ E / 42.4653°N,1.4222°E                              | bé cultural d'interès local                          | Sant Romà de Civís                       | Modifica les dades a Wikidata |
|        | Sant Serni de Tavèrnoles                | les Valls de Valira | església monestir | Estil: arquitectura romànica 8th century Dedicat a: Sadurní de Tolosa | 42° 22′ 58″ N, 1° 27′ 29″ E / 42.3828°N,1.45806°E 740 msnm                    | bé d'interès cultural bé cultural d'interès nacional | Sant Serni de Tavèrnoles                 | Modifica les dades a Wikidata |
|        | Sant Tomàs de Calbinyà                  | les Valls de Valira | església          | Estil: arquitectura popular                                           | 42° 22′ 41″ N, 1° 28′ 05″ E / 42.3781°N,1.46801°E                             | bé integrant del patrimoni cultural català           | Sant Tomàs de Calbinyà                   | Modifica les dades a Wikidata |
|        | Santa Agnès de la Farrera dels Llops    | les Valls de Valira | església          | Estil: arquitectura romànica                                          | 42° 25′ 15″ N, 1° 26′ 42″ E / 42.4209°N,1.44498°E 1182 msnm                   | bé cultural d'interès local                          | Santa Agnès de la Farrera dels Llops     | Modifica les dades a Wikidata |
|        | Santa Eugènia d'Argolell                | les Valls de Valira | església          | Estil: arquitectura romànica                                          | 42° 26′ 07″ N, 1° 26′ 48″ E / 42.435361°N,1.446753°E                          | bé cultural d'interès local                          | Santa Eugènia d'Argolell                 | Modifica les dades a Wikidata |
|        | Santa Llúcia d'Arcavell                 | les Valls de Valira | església          | Estil: arquitectura romànica                                          | 42° 24′ 41″ N, 1° 28′ 37″ E / 42.4115°N,1.47704°E                             | bé cultural d'interès local                          |                                          | Modifica les dades a Wikidata |
|        | Santa Margarida de Calbinyà             | les Valls de Valira | església          | Estil: arquitectura romànica                                          | 42° 22′ 39″ N, 1° 27′ 54″ E / 42.3774°N,1.46499°E                             | bé cultural d'interès local                          | Santa Margarida de Calbinyà              | Modifica les dades a Wikidata |
|        | Santa Maria de Feners                   | les Valls de Valira | església          | Estil: arquitectura romànica                                          | 42° 26′ 19″ N, 1° 26′ 33″ E / 42.4386°N,1.44258°E                             | bé cultural d'interès local                          | Santa Maria de Feners                    | Modifica les dades a Wikidata |
|        | capella de la Mare de Déu de Conflent   | les Valls de Valira | església capella  | Estil: arquitectura popular                                           | 42° 29′ 57″ N, 1° 22′ 22″ E / 42.499043°N,1.372692°E 1835 msnm                | bé integrant del patrimoni cultural català           |                                          | Modifica les dades a Wikidata |
|        | capella de la Mare de Déu de la Soledat | les Valls de Valira | església capella  | Estil: arquitectura popular                                           | 42° 26′ 42″ N, 1° 26′ 31″ E / 42.445055°N,1.44207°E 1371 msnm                 | bé integrant del patrimoni cultural català           | Mare de Déu de la Soledat d'Arduix       | Modifica les dades a Wikidata |
|        | església de Santa Eulàlia d'Asnurri     | les Valls de Valira | església          | Estil: arquitectura romànica                                          | 42° 26′ 45″ N, 1° 25′ 18″ E / 42.445749°N,1.421731°E                          | bé cultural d'interès local                          | Santa Eulàlia d'Asnurri                  | Modifica les dades a Wikidata |
|        | església parroquial de Sant Joan Fumat  | les Valls de Valira | església          | Estil: arquitectura popular                                           | 42° 25′ 48″ N, 1° 25′ 18″ E / 42.4301°N,1.42164°E                             | bé cultural d'interès local                          | Església parroquial de Sant Joan Fumat   | Modifica les dades a Wikidata |

## font
| imatge | Nom                      | Ubicat a            | instància de | Detalls | coordenades                                                         | Protecció | Commons (més fotos) | Dades a WD                    |
| ------ | ------------------------ | ------------------- | ------------ | ------- | ------------------------------------------------------------------- | --------- | ------------------- | ----------------------------- |
|        | font Bullidora           | les Valls de Valira | font         |         | 42° 25′ 59″ N, 1° 33′ 11″ E / 42.4331919752823°N,1.55303694003531°E |           |                     | Modifica les dades a Wikidata |
|        | font de Bassis           | les Valls de Valira | font         |         | 42° 25′ 23″ N, 1° 29′ 49″ E / 42.4230603417593°N,1.49704001289062°E |           |                     | Modifica les dades a Wikidata |
|        | font de Coll Jovell      | les Valls de Valira | font         |         | 42° 24′ 20″ N, 1° 33′ 36″ E / 42.4054873955359°N,1.55995639908185°E |           |                     | Modifica les dades a Wikidata |
|        | font de Montdaví         | les Valls de Valira | font         |         | 42° 25′ 41″ N, 1° 31′ 02″ E / 42.4281766363698°N,1.51716997109243°E |           |                     | Modifica les dades a Wikidata |
|        | font de Peresclusa       | les Valls de Valira | font         |         | 42° 22′ 58″ N, 1° 27′ 46″ E / 42.3826458318809°N,1.46265565152171°E |           |                     | Modifica les dades a Wikidata |
|        | font de Xeica            | les Valls de Valira | font         |         | 42° 27′ 08″ N, 1° 21′ 52″ E / 42.4521063328799°N,1.36438903387715°E |           |                     | Modifica les dades a Wikidata |
|        | font de l'Altar          | les Valls de Valira | font         |         | 42° 32′ 19″ N, 1° 25′ 30″ E / 42.5386419118938°N,1.42488276028831°E |           |                     | Modifica les dades a Wikidata |
|        | font de l'Arinsola       | les Valls de Valira | font         |         | 42° 29′ 29″ N, 1° 25′ 12″ E / 42.4912685091558°N,1.42000024606081°E |           |                     | Modifica les dades a Wikidata |
|        | font de l'Artic          | les Valls de Valira | font         |         | 42° 29′ 14″ N, 1° 23′ 21″ E / 42.4873080238121°N,1.38909694321676°E |           |                     | Modifica les dades a Wikidata |
|        | font de la Jaguda        | les Valls de Valira | font         |         | 42° 29′ 11″ N, 1° 24′ 20″ E / 42.4863133703772°N,1.40554844022011°E |           |                     | Modifica les dades a Wikidata |
|        | font de la Mesclança     | les Valls de Valira | font         |         | 42° 25′ 39″ N, 1° 32′ 55″ E / 42.4273801346524°N,1.54851486917135°E |           |                     | Modifica les dades a Wikidata |
|        | font de la Vora          | les Valls de Valira | font         |         | 42° 27′ 37″ N, 1° 21′ 38″ E / 42.4603110305105°N,1.36064837810104°E |           |                     | Modifica les dades a Wikidata |
|        | font de les Illetes      | les Valls de Valira | font         |         | 42° 27′ 34″ N, 1° 21′ 56″ E / 42.4595688648°N,1.3654594453625°E     |           |                     | Modifica les dades a Wikidata |
|        | font del Mir             | les Valls de Valira | font         |         | 42° 24′ 17″ N, 1° 32′ 36″ E / 42.4047915336074°N,1.54337311235933°E |           |                     | Modifica les dades a Wikidata |
|        | font del Pascol          | les Valls de Valira | font         |         | 42° 23′ 08″ N, 1° 32′ 27″ E / 42.3855593321435°N,1.54086593650608°E |           |                     | Modifica les dades a Wikidata |
|        | font del Prat dels Llacs | les Valls de Valira | font         |         | 42° 25′ 19″ N, 1° 30′ 17″ E / 42.4219164874359°N,1.50460342022448°E |           |                     | Modifica les dades a Wikidata |
|        | font del Vidal           | les Valls de Valira | font         |         | 42° 25′ 10″ N, 1° 27′ 28″ E / 42.4195125327232°N,1.45775635731924°E |           |                     | Modifica les dades a Wikidata |
|        | font del Videllar        | les Valls de Valira | font         |         | 42° 25′ 30″ N, 1° 32′ 37″ E / 42.4249776678053°N,1.54370806846327°E |           |                     | Modifica les dades a Wikidata |
|        | font dels Traginers      | les Valls de Valira | font         |         | 42° 25′ 55″ N, 1° 33′ 05″ E / 42.4320627917191°N,1.55133663114708°E |           |                     | Modifica les dades a Wikidata |
|        | fonts del Pollar         | les Valls de Valira | font         |         | 42° 29′ 41″ N, 1° 23′ 16″ E / 42.4946660441143°N,1.38784936484336°E |           |                     | Modifica les dades a Wikidata |

## granja
| imatge | Nom               | Ubicat a            | instància de | Detalls | coordenades                                                         | Protecció | Commons (més fotos) | Dades a WD                    |
| ------ | ----------------- | ------------------- | ------------ | ------- | ------------------------------------------------------------------- | --------- | ------------------- | ----------------------------- |
|        | Granja Vilanova   | les Valls de Valira | granja       |         | 42° 23′ 11″ N, 1° 27′ 33″ E / 42.3863897031566°N,1.45911422771888°E |           |                     | Modifica les dades a Wikidata |
|        | Granja del Picado | les Valls de Valira | granja       |         | 42° 22′ 26″ N, 1° 27′ 48″ E / 42.3738731253246°N,1.46324619120578°E |           |                     | Modifica les dades a Wikidata |

## masia
| imatge | Nom                   | Ubicat a            | instància de | Detalls | coordenades                                                                                 | Protecció | Commons (més fotos) | Dades a WD                    |
| ------ | --------------------- | ------------------- | ------------ | ------- | ------------------------------------------------------------------------------------------- | --------- | ------------------- | ----------------------------- |
|        | Borda Coll            | les Valls de Valira | masia        |         | 42° 24′ 48″ N, 1° 27′ 55″ E / 42.4134362899721°N,1.46533094559269°E                         |           |                     | Modifica les dades a Wikidata |
|        | Borda del Marc        | les Valls de Valira | masia        |         | 42° 26′ 27″ N, 1° 26′ 26″ E / 42.4408048138744°N,1.44066199916023°E                         |           |                     | Modifica les dades a Wikidata |
|        | Borda del Massó       | les Valls de Valira | masia        |         | 42° 23′ 36″ N, 1° 27′ 43″ E / 42.3933986465272°N,1.46198010816953°E                         |           |                     | Modifica les dades a Wikidata |
|        | Ca l'Anton            | les Valls de Valira | masia        |         | 42° 26′ 40″ N, 1° 23′ 39″ E / 42.4443521685904°N,1.3942958422732°E                          |           |                     | Modifica les dades a Wikidata |
|        | Ca l'Arnau            | les Valls de Valira | masia        |         | 42° 22′ 30″ N, 1° 29′ 51″ E / 42.374923607554°N,1.4976163532168°E                           |           |                     | Modifica les dades a Wikidata |
|        | Ca l'Esclusa          | les Valls de Valira | masia        |         | 42° 22′ 43″ N, 1° 28′ 03″ E / 42.3785414257078°N,1.46752940136984°E                         |           |                     | Modifica les dades a Wikidata |
|        | Ca l'Estebreny        | les Valls de Valira | masia        |         | 42° 25′ 53″ N, 1° 28′ 52″ E / 42.4313417614054°N,1.48103830619164°E                         |           |                     | Modifica les dades a Wikidata |
|        | Ca l'Hereter          | les Valls de Valira | masia        |         | 42° 25′ 10″ N, 1° 27′ 00″ E / 42.4194536262913°N,1.45005186724363°E                         |           |                     | Modifica les dades a Wikidata |
|        | Cal Barrer            | les Valls de Valira | masia        |         | 42° 26′ 41″ N, 1° 23′ 42″ E / 42.4447955227324°N,1.39508703398679°E                         |           |                     | Modifica les dades a Wikidata |
|        | Cal Barça             | les Valls de Valira | masia        |         | 42° 22′ 40″ N, 1° 27′ 21″ E / 42.3777078127759°N,1.45574336102021°E                         |           |                     | Modifica les dades a Wikidata |
|        | Cal Bernada           | les Valls de Valira | masia        |         | 42° 25′ 53″ N, 1° 28′ 02″ E / 42.4313912117853°N,1.4671662162261°E                          |           |                     | Modifica les dades a Wikidata |
|        | Cal Bessó             | les Valls de Valira | masia        |         | 42° 26′ 41″ N, 1° 23′ 39″ E / 42.4447095403885°N,1.39409216467255°E                         |           |                     | Modifica les dades a Wikidata |
|        | Cal Cadena            | les Valls de Valira | masia        |         | 42° 26′ 10″ N, 1° 26′ 48″ E / 42.4361856486084°N,1.44668519222213°E                         |           |                     | Modifica les dades a Wikidata |
|        | Cal Caminal           | les Valls de Valira | masia        |         | 42° 26′ 09″ N, 1° 26′ 47″ E / 42.4359482845193°N,1.44644790246483°E                         |           |                     | Modifica les dades a Wikidata |
|        | Cal Canals            | les Valls de Valira | masia        |         | 42° 21′ 37″ N, 1° 24′ 21″ E / 42.3603625530825°N,1.40573816142593°E                         |           |                     | Modifica les dades a Wikidata |
|        | Cal Cintet            | les Valls de Valira | masia        |         | 42° 26′ 09″ N, 1° 26′ 55″ E / 42.4357877114419°N,1.44855513864822°E                         |           |                     | Modifica les dades a Wikidata |
|        | Cal Cogollar          | les Valls de Valira | masia        |         | 42° 25′ 48″ N, 1° 29′ 00″ E / 42.4300389583599°N,1.48330657140632°E                         |           |                     | Modifica les dades a Wikidata |
|        | Cal Cotet             | les Valls de Valira | masia        |         | 42° 25′ 47″ N, 1° 27′ 55″ E / 42.429626192606°N,1.46515479267672°E                          |           |                     | Modifica les dades a Wikidata |
|        | Cal Cutrena           | les Valls de Valira | masia        |         | 42° 24′ 08″ N, 1° 32′ 35″ E / 42.4021477535621°N,1.54297253609824°E                         |           |                     | Modifica les dades a Wikidata |
|        | Cal Ferrer            | les Valls de Valira | masia        |         | 42° 25′ 50″ N, 1° 25′ 23″ E / 42.4304851044638°N,1.42295043890915°E                         |           |                     | Modifica les dades a Wikidata |
|        | Cal Font              | les Valls de Valira | masia        |         | 42° 27′ 54″ N, 1° 25′ 15″ E / 42.4651019724226°N,1.42092615092085°E                         |           |                     | Modifica les dades a Wikidata |
|        | Cal Frujordà          | les Valls de Valira | masia        |         | 42° 24′ 06″ N, 1° 32′ 34″ E / 42.4016676542006°N,1.5427527761301°E                          |           |                     | Modifica les dades a Wikidata |
|        | Cal Garrofa           | les Valls de Valira | masia        |         | 42° 25′ 19″ N, 1° 27′ 06″ E / 42.4218980192318°N,1.45166903006601°E                         |           |                     | Modifica les dades a Wikidata |
|        | Cal Gasparó           | les Valls de Valira | masia        |         | 42° 27′ 51″ N, 1° 25′ 21″ E / 42.464258162668°N,1.42243126273945°E                          |           |                     | Modifica les dades a Wikidata |
|        | Cal Giberga           | les Valls de Valira | masia        |         | 42° 26′ 41″ N, 1° 26′ 26″ E / 42.4448301463886°N,1.44064726836281°E                         |           |                     | Modifica les dades a Wikidata |
|        | Cal Girbalda          | les Valls de Valira | masia        |         | 42° 23′ 30″ N, 1° 27′ 17″ E / 42.3917164702814°N,1.45475601769721°E                         |           |                     | Modifica les dades a Wikidata |
|        | Cal Gomà              | les Valls de Valira | masia        |         | 42° 23′ 30″ N, 1° 27′ 15″ E / 42.3916909315625°N,1.45419778532842°E                         |           |                     | Modifica les dades a Wikidata |
|        | Cal Gomà              | les Valls de Valira | masia        |         | 42° 27′ 55″ N, 1° 25′ 17″ E / 42.4653685736965°N,1.42132083933877°E                         |           |                     | Modifica les dades a Wikidata |
|        | Cal Guillem           | les Valls de Valira | masia        |         | 42° 26′ 44″ N, 1° 25′ 18″ E / 42.4454786455981°N,1.42157725829631°E                         |           |                     | Modifica les dades a Wikidata |
|        | Cal Jan               | les Valls de Valira | masia        |         | 42° 22′ 57″ N, 1° 27′ 30″ E / 42.3824618926639°N,1.45834783772229°E                         |           |                     | Modifica les dades a Wikidata |
|        | Cal Jepet             | les Valls de Valira | masia        |         | 42° 25′ 51″ N, 1° 25′ 22″ E / 42.4307811859107°N,1.42287007483429°E                         |           |                     | Modifica les dades a Wikidata |
|        | Cal Julià             | les Valls de Valira | masia        |         | 42° 25′ 44″ N, 1° 28′ 55″ E / 42.4289139121997°N,1.48199650572148°E                         |           |                     | Modifica les dades a Wikidata |
|        | Cal Llumereta         | les Valls de Valira | masia        |         | 42° 25′ 46″ N, 1° 28′ 54″ E / 42.429503269045°N,1.48161758908515°E                          |           |                     | Modifica les dades a Wikidata |
|        | Cal Lluís             | les Valls de Valira | masia        |         | 42° 25′ 52″ N, 1° 25′ 21″ E / 42.4310825901134°N,1.42252212903669°E                         |           |                     | Modifica les dades a Wikidata |
|        | Cal Magre             | les Valls de Valira | masia        |         | 42° 25′ 49″ N, 1° 25′ 17″ E / 42.4302652976073°N,1.42137559981385°E                         |           |                     | Modifica les dades a Wikidata |
|        | Cal Massana           | les Valls de Valira | masia        |         | 42° 22′ 44″ N, 1° 27′ 23″ E / 42.3788154764127°N,1.45640857175862°E                         |           |                     | Modifica les dades a Wikidata |
|        | Cal Mestre            | les Valls de Valira | masia        |         | 42° 26′ 42″ N, 1° 23′ 38″ E / 42.4450385416191°N,1.39379193447249°E                         |           |                     | Modifica les dades a Wikidata |
|        | Cal Moles             | les Valls de Valira | masia        |         | 42° 24′ 10″ N, 1° 32′ 34″ E / 42.4027582667039°N,1.54282474291612°E                         |           |                     | Modifica les dades a Wikidata |
|        | Cal Músic             | les Valls de Valira | masia        |         | 42° 22′ 42″ N, 1° 28′ 07″ E / 42.378241418219°N,1.46866632420783°E                          |           |                     | Modifica les dades a Wikidata |
|        | Cal Pal               | les Valls de Valira | masia        |         | 42° 24′ 06″ N, 1° 32′ 41″ E / 42.4016915772989°N,1.54463564050524°E                         |           |                     | Modifica les dades a Wikidata |
|        | Cal Palanquer         | les Valls de Valira | masia        |         | 42° 22′ 45″ N, 1° 27′ 20″ E / 42.3792810112163°N,1.45553475027321°E                         |           |                     | Modifica les dades a Wikidata |
|        | Cal Pascol            | les Valls de Valira | masia        |         | 42° 27′ 53″ N, 1° 25′ 23″ E / 42.4647183296298°N,1.4231494993027°E                          |           |                     | Modifica les dades a Wikidata |
|        | Cal Pau Ros           | les Valls de Valira | masia        |         | 42° 22′ 46″ N, 1° 27′ 24″ E / 42.3795034495963°N,1.45667109297526°E                         |           |                     | Modifica les dades a Wikidata |
|        | Cal Pauet             | les Valls de Valira | masia        |         | 42° 26′ 09″ N, 1° 26′ 51″ E / 42.4359534458751°N,1.44749333343816°E                         |           |                     | Modifica les dades a Wikidata |
|        | Cal Pellaire          | les Valls de Valira | masia        |         | 42° 25′ 49″ N, 1° 28′ 02″ E / 42.4302755197089°N,1.46724203351423°E                         |           |                     | Modifica les dades a Wikidata |
|        | Cal Pellaire Vell     | les Valls de Valira | masia        |         | 42° 25′ 46″ N, 1° 27′ 54″ E / 42.4293819789905°N,1.46507565732143°E                         |           |                     | Modifica les dades a Wikidata |
|        | Cal Pijamet           | les Valls de Valira | masia        |         | 42° 25′ 47″ N, 1° 28′ 59″ E / 42.4297552061739°N,1.48296087599473°E                         |           |                     | Modifica les dades a Wikidata |
|        | Cal Poblador          | les Valls de Valira | masia        |         | 42° 26′ 10″ N, 1° 26′ 50″ E / 42.4361023747455°N,1.44718571436767°E                         |           |                     | Modifica les dades a Wikidata |
|        | Cal Quer              | les Valls de Valira | masia        |         | 42° 26′ 42″ N, 1° 26′ 30″ E / 42.4448712082925°N,1.44167979703414°E                         |           |                     | Modifica les dades a Wikidata |
|        | Cal Rebató            | les Valls de Valira | masia        |         | 42° 25′ 11″ N, 1° 27′ 00″ E / 42.4196053576688°N,1.44995089349536°E                         |           |                     | Modifica les dades a Wikidata |
|        | Cal Roger             | les Valls de Valira | masia        |         | 42° 25′ 48″ N, 1° 25′ 15″ E / 42.4301118805556°N,1.42069868575865°E                         |           |                     | Modifica les dades a Wikidata |
|        | Cal Ros               | les Valls de Valira | masia        |         | 42° 22′ 40″ N, 1° 28′ 09″ E / 42.3779046624563°N,1.46907534128093°E                         |           |                     | Modifica les dades a Wikidata |
|        | Cal Rull              | les Valls de Valira | masia        |         | 42° 25′ 52″ N, 1° 28′ 56″ E / 42.431221049376°N,1.48212317313781°E                          |           |                     | Modifica les dades a Wikidata |
|        | Cal Sala              | les Valls de Valira | masia        |         | 42° 26′ 43″ N, 1° 25′ 18″ E / 42.445237753304°N,1.42174137973373°E                          |           |                     | Modifica les dades a Wikidata |
|        | Cal Sant Esteve       | les Valls de Valira | masia        |         | 42° 22′ 46″ N, 1° 27′ 16″ E / 42.379516885124°N,1.45432643928435°E                          |           |                     | Modifica les dades a Wikidata |
|        | Cal Sendo             | les Valls de Valira | masia        |         | 42° 27′ 54″ N, 1° 25′ 22″ E / 42.4650537316202°N,1.42265454894294°E                         |           |                     | Modifica les dades a Wikidata |
|        | Cal Serni             | les Valls de Valira | masia        |         | 42° 25′ 10″ N, 1° 26′ 58″ E / 42.419537243865°N,1.44957578252566°E                          |           |                     | Modifica les dades a Wikidata |
|        | Cal Serret            | les Valls de Valira | masia        |         | 42° 22′ 42″ N, 1° 28′ 02″ E / 42.3784281960119°N,1.46714346544583°E                         |           |                     | Modifica les dades a Wikidata |
|        | Cal Solana            | les Valls de Valira | masia        |         | 42° 25′ 48″ N, 1° 25′ 21″ E / 42.4300199523861°N,1.42252446845468°E                         |           |                     | Modifica les dades a Wikidata |
|        | Cal Soldevila         | les Valls de Valira | masia        |         | 42° 26′ 44″ N, 1° 25′ 21″ E / 42.4454563595527°N,1.42257489545968°E                         |           |                     | Modifica les dades a Wikidata |
|        | Cal Teixidor          | les Valls de Valira | masia        |         | 42° 26′ 44″ N, 1° 25′ 20″ E / 42.4456685720506°N,1.42228990114669°E                         |           |                     | Modifica les dades a Wikidata |
|        | Cal Tonico            | les Valls de Valira | masia        |         | 42° 22′ 43″ N, 1° 27′ 24″ E / 42.3785295125605°N,1.45657348263183°E                         |           |                     | Modifica les dades a Wikidata |
|        | Cal Troc              | les Valls de Valira | masia        |         | 42° 27′ 56″ N, 1° 25′ 22″ E / 42.4655590440316°N,1.42272700405414°E                         |           |                     | Modifica les dades a Wikidata |
|        | Cal Trullar           | les Valls de Valira | masia        |         | 42° 27′ 02″ N, 1° 25′ 35″ E / 42.4506699694985°N,1.42645701095616°E                         |           |                     | Modifica les dades a Wikidata |
|        | Cal Vilanova          | les Valls de Valira | masia        |         | 42° 23′ 26″ N, 1° 27′ 37″ E / 42.390475286883°N,1.46022916551636°E                          |           |                     | Modifica les dades a Wikidata |
|        | Cal Xoi               | les Valls de Valira | masia        |         | 42° 26′ 43″ N, 1° 23′ 39″ E / 42.4453424351503°N,1.39427054725292°E                         |           |                     | Modifica les dades a Wikidata |
|        | Casa Vilanova         | les Valls de Valira | masia        |         | 42° 22′ 20″ N, 1° 27′ 43″ E / 42.3723510876155°N,1.46189873134073°E                         |           |                     | Modifica les dades a Wikidata |
|        | Cortal de Sant Andreu | les Valls de Valira | masia        |         | 42° 22′ 22″ N, 1° 29′ 20″ E / 42.372847°N,1.489001°E ca:Els Prats de les Collades 1033 msnm |           |                     | Modifica les dades a Wikidata |
|        | Cortingles            | les Valls de Valira | masia        |         | 42° 23′ 52″ N, 1° 27′ 25″ E / 42.397798455962°N,1.4569750690949°E                           |           |                     | Modifica les dades a Wikidata |
|        | Ministrells           | les Valls de Valira | masia        |         | 42° 27′ 02″ N, 1° 24′ 35″ E / 42.4504749098205°N,1.40971695239656°E                         |           |                     | Modifica les dades a Wikidata |
|        | Morters               | les Valls de Valira | masia        |         | 42° 23′ 29″ N, 1° 27′ 17″ E / 42.391463850865°N,1.4547004882166°E                           |           |                     | Modifica les dades a Wikidata |
|        | la Noguilla           | les Valls de Valira | masia        |         | 42° 25′ 46″ N, 1° 28′ 23″ E / 42.4293704635052°N,1.47297759514519°E                         |           |                     | Modifica les dades a Wikidata |
|        | la Rectoria           | les Valls de Valira | masia        |         | 42° 22′ 57″ N, 1° 27′ 30″ E / 42.3826142869206°N,1.45829551914595°E                         |           |                     | Modifica les dades a Wikidata |
|        | la Torreta            | les Valls de Valira | masia        |         | 42° 22′ 27″ N, 1° 27′ 18″ E / 42.374160060427°N,1.45511370192014°E                          |           |                     | Modifica les dades a Wikidata |
|        | les Cabanelles        | les Valls de Valira | masia        |         | 42° 25′ 26″ N, 1° 27′ 05″ E / 42.423840604743°N,1.4514743798781°E                           |           |                     | Modifica les dades a Wikidata |

## molí d'aigua
| imatge | Nom                 | Ubicat a            | instància de | Detalls                     | coordenades                                                         | Protecció                                  | Commons (més fotos) | Dades a WD                    |
| ------ | ------------------- | ------------------- | ------------ | --------------------------- | ------------------------------------------------------------------- | ------------------------------------------ | ------------------- | ----------------------------- |
|        | el Molí             | les Valls de Valira | molí d'aigua |                             | 42° 26′ 40″ N, 1° 25′ 10″ E / 42.4443882018068°N,1.41956188015088°E |                                            |                     | Modifica les dades a Wikidata |
|        | el Molí de Bescaran | les Valls de Valira | molí d'aigua | Estil: arquitectura popular | 42° 24′ 14″ N, 1° 32′ 35″ E / 42.4037951691816°N,1.54292225776597°E | bé integrant del patrimoni cultural català |                     | Modifica les dades a Wikidata |

## muntanya
| imatge | Nom                               | Ubicat a                                                   | instància de   | Detalls | coordenades                                                             | Protecció | Commons (més fotos) | Dades a WD                    |
| ------ | --------------------------------- | ---------------------------------------------------------- | -------------- | ------- | ----------------------------------------------------------------------- | --------- | ------------------- | ----------------------------- |
|        | Alt del Covil                     | les Valls de Valira                                        | muntanya       |         | 42° 31′ 35″ N, 1° 27′ 18″ E / 42.52642778°N,1.45510833°E 2358.4 msnm    |           |                     | Modifica les dades a Wikidata |
|        | Bassiets                          | Alins les Valls de Valira                                  | muntanya       |         | 42° 31′ 36″ N, 1° 23′ 40″ E / 42.52660278°N,1.39441389°E 2762 msnm      |           | Bassiets (Alins)    | Modifica les dades a Wikidata |
|        | Bony Moscater                     | les Valls de Valira                                        | muntanya       |         | 42° 29′ 26″ N, 1° 23′ 36″ E / 42.49058056°N,1.39326667°E 2329.2 msnm    |           |                     | Modifica les dades a Wikidata |
|        | Bony Xic                          | les Valls de Valira                                        | muntanya       |         | 42° 28′ 34″ N, 1° 21′ 23″ E / 42.47601111°N,1.35625278°E 1756.9 msnm    |           |                     | Modifica les dades a Wikidata |
|        | Bony de Costa Llímpia             | les Valls de Valira                                        | muntanya       |         | 42° 29′ 23″ N, 1° 23′ 09″ E / 42.48960278°N,1.38588278°E 2246.8 msnm    |           |                     | Modifica les dades a Wikidata |
|        | Bony de Mossers                   | les Valls de Valira                                        | muntanya       |         | 42° 27′ 18″ N, 1° 26′ 29″ E / 42.4551°N,1.44136°E 1867.3 msnm           |           |                     | Modifica les dades a Wikidata |
|        | Bony de Salambó                   | les Valls de Valira                                        | muntanya       |         | 42° 28′ 27″ N, 1° 20′ 39″ E / 42.47413056°N,1.34414444°E 1856.9 msnm    |           |                     | Modifica les dades a Wikidata |
|        | Bony de Serena                    | les Valls de Valira                                        | muntanya       |         | 42° 28′ 37″ N, 1° 22′ 34″ E / 42.476967°N,1.376022°E 1797.7 msnm        |           |                     | Modifica les dades a Wikidata |
|        | Bony de Trescul                   | les Valls de Valira                                        | muntanya       |         | 42° 29′ 52″ N, 1° 23′ 57″ E / 42.4979°N,1.3991°E 2405.8 msnm            |           |                     | Modifica les dades a Wikidata |
|        | Bony de la Caubera                | les Valls de Valira                                        | muntanya       |         | 42° 27′ 49″ N, 1° 26′ 26″ E / 42.4637°N,1.44067°E 2047.3 msnm           |           |                     | Modifica les dades a Wikidata |
|        | Bony de la Costa                  | les Valls de Valira                                        | muntanya       |         | 42° 29′ 50″ N, 1° 24′ 27″ E / 42.4972°N,1.40746°E 2396.3 msnm           |           |                     | Modifica les dades a Wikidata |
|        | Bony de la Pica                   | les Valls de Valira Andorra la Vella Sant Julià de Lòria   | muntanya       |         | 42° 30′ 17″ N, 1° 27′ 37″ E / 42.504804°N,1.460396°E 2405 msnm          |           | Bony de la Pica     | Modifica les dades a Wikidata |
|        | Bony de la Torredella             | les Valls de Valira                                        | muntanya       |         | 42° 27′ 52″ N, 1° 23′ 46″ E / 42.46439444°N,1.39606389°E 2034.6 msnm    |           |                     | Modifica les dades a Wikidata |
|        | Bony de les Bigues                | les Valls de Valira                                        | muntanya       |         | 42° 25′ 18″ N, 1° 22′ 55″ E / 42.42152778°N,1.38206111°E 1921.3 msnm    |           |                     | Modifica les dades a Wikidata |
|        | Bony del Covil                    | les Valls de Valira                                        | muntanya       |         | 42° 27′ 38″ N, 1° 23′ 39″ E / 42.4605°N,1.39417°E 2040.4 msnm           |           |                     | Modifica les dades a Wikidata |
|        | Bony dels Escarrerals             | les Valls de Valira                                        | muntanya       |         | 42° 27′ 38″ N, 1° 25′ 36″ E / 42.4606°N,1.42673°E 1601.3 msnm           |           |                     | Modifica les dades a Wikidata |
|        | Bony dels Llorers                 | les Valls de Valira Sant Julià de Lòria                    | muntanya       |         | 42° 28′ 57″ N, 1° 25′ 53″ E / 42.4824°N,1.43131°E 2207.2 msnm           |           | Bony dels Llorers   | Modifica les dades a Wikidata |
|        | Calm Ramonet                      | les Valls de Valira                                        | muntanya       |         | 42° 26′ 55″ N, 1° 33′ 35″ E / 42.4486°N,1.55961389°E 2600.2 msnm        |           |                     | Modifica les dades a Wikidata |
|        | Cap d'Avemaria                    | les Valls de Valira                                        | muntanya       |         | 42° 26′ 41″ N, 1° 24′ 30″ E / 42.4448°N,1.40826°E 1488.7 msnm           |           |                     | Modifica les dades a Wikidata |
|        | Cap de Boloriu                    | les Valls de Valira                                        | muntanya       |         | 42° 25′ 01″ N, 1° 28′ 43″ E / 42.41693667°N,1.47860833°E 1471 msnm      |           |                     | Modifica les dades a Wikidata |
|        | Cap de la Devesa                  | les Valls de Valira                                        | muntanya       |         | 42° 27′ 09″ N, 1° 22′ 23″ E / 42.4525°N,1.37319°E 2133.9 msnm           |           |                     | Modifica les dades a Wikidata |
|        | Cap del Boix                      | les Valls de Valira                                        | muntanya       |         | 42° 25′ 07″ N, 1° 31′ 15″ E / 42.4186°N,1.52089°E 2046.5 msnm           |           |                     | Modifica les dades a Wikidata |
|        | Cap del Bosquet de Lluçà          | les Valls de Valira                                        | muntanya       |         | 42° 26′ 08″ N, 1° 26′ 02″ E / 42.4355°N,1.43395°E 1491.7 msnm           |           |                     | Modifica les dades a Wikidata |
|        | Cap del Solà                      | les Valls de Valira                                        | muntanya       |         | 42° 27′ 21″ N, 1° 24′ 12″ E / 42.4559°N,1.40343°E 1832.4 msnm           |           |                     | Modifica les dades a Wikidata |
|        | Fontpedrós                        | les Valls de Valira                                        | muntanya       |         | 42° 25′ 39″ N, 1° 33′ 59″ E / 42.42744444°N,1.56632222°E 2241.3 msnm    |           |                     | Modifica les dades a Wikidata |
|        | Monturull                         | Lles de Cerdanya les Valls de Valira Escaldes-Engordany    | muntanya       |         | 42° 27′ 00″ N, 1° 34′ 52″ E / 42.4499499945°N,1.58099716436°E 2760 msnm |           | Monturull           | Modifica les dades a Wikidata |
|        | Paluc                             | les Valls de Valira                                        | muntanya       |         | 42° 24′ 52″ N, 1° 35′ 06″ E / 42.4145°N,1.58507°E 2201.5 msnm           |           |                     | Modifica les dades a Wikidata |
|        | Pic Negre d'Urgell                | les Valls de Valira Sant Julià de Lòria Escaldes-Engordany | muntanya       |         | 42° 27′ 32″ N, 1° 33′ 40″ E / 42.458803°N,1.561028°E 2643 msnm          |           |                     | Modifica les dades a Wikidata |
|        | Pic d'Enclar                      | Andorra la Vella les Valls de Valira                       | muntanya       |         | 42° 30′ 36″ N, 1° 28′ 06″ E / 42.510001°N,1.46839°E 2383 msnm           |           | Pic d'Enclar        | Modifica les dades a Wikidata |
|        | Pic de Salòria                    | Alins les Valls de Valira                                  | muntanya       |         | 42° 30′ 52″ N, 1° 23′ 06″ E / 42.5144490848°N,1.38513757735°E 2789 msnm |           | Pic de Salòria      | Modifica les dades a Wikidata |
|        | Pic de la Bassera                 | Alins les Valls de Valira la Massana                       | muntanya       |         | 42° 32′ 07″ N, 1° 24′ 49″ E / 42.53537417°N,1.41356111°E 2693 msnm      |           |                     | Modifica les dades a Wikidata |
|        | Pic del Coll de la Barra          | Lles de Cerdanya les Valls de Valira                       | muntanya       |         | 42° 26′ 35″ N, 1° 35′ 50″ E / 42.443°N,1.59719°E 2632.8 msnm            |           |                     | Modifica les dades a Wikidata |
|        | Pic del Cubil                     | la Massana les Valls de Valira                             | muntanya       |         | 42° 31′ 34″ N, 1° 27′ 19″ E / 42.52618°N,1.45541°E 2358.4 msnm          |           | Pic del Cubil       | Modifica les dades a Wikidata |
|        | Pui de les Forques                | les Valls de Valira                                        | muntanya       |         | 42° 26′ 47″ N, 1° 24′ 23″ E / 42.4464°N,1.40626°E 1469.6 msnm           |           |                     | Modifica les dades a Wikidata |
|        | Pujagalet                         | les Valls de Valira                                        | muntanya       |         | 42° 26′ 58″ N, 1° 26′ 14″ E / 42.44940833°N,1.43723889°E 1748.7 msnm    |           |                     | Modifica les dades a Wikidata |
|        | Roc Fumat                         | les Valls de Valira                                        | muntanya       |         | 42° 27′ 05″ N, 1° 24′ 05″ E / 42.45145333°N,1.40134167°E 1569.4 msnm    |           |                     | Modifica les dades a Wikidata |
|        | Roc de Queralt                    | les Valls de Valira                                        | muntanya       |         | 42° 24′ 26″ N, 1° 27′ 30″ E / 42.4071°N,1.45843°E 1183.3 msnm           |           |                     | Modifica les dades a Wikidata |
|        | Roc de l'Àliga                    | les Valls de Valira                                        | muntanya       |         | 42° 29′ 04″ N, 1° 22′ 42″ E / 42.4844°N,1.37824°E 1877 msnm             |           |                     | Modifica les dades a Wikidata |
|        | Roc de la Bedollera               | les Valls de Valira                                        | muntanya       |         | 42° 26′ 22″ N, 1° 25′ 22″ E / 42.43936944°N,1.42285833°E 1250.9 msnm    |           |                     | Modifica les dades a Wikidata |
|        | Roc de la Figuera                 | les Valls de Valira                                        | muntanya       |         | 42° 25′ 54″ N, 1° 25′ 36″ E / 42.43163056°N,1.42669167°E 1296.4 msnm    |           |                     | Modifica les dades a Wikidata |
|        | Roc de la Guàrdia                 | Montferrer i Castellbò les Valls de Valira                 | muntanya       |         | 42° 24′ 19″ N, 1° 24′ 47″ E / 42.4053°N,1.41299°E 1757.6 msnm           |           |                     | Modifica les dades a Wikidata |
|        | Roc del Ca                        | les Valls de Valira                                        | muntanya       |         | 42° 27′ 42″ N, 1° 25′ 22″ E / 42.4618°N,1.42279°E 1536.4 msnm           |           |                     | Modifica les dades a Wikidata |
|        | Roc del Cornet                    | les Valls de Valira                                        | muntanya       |         | 42° 24′ 58″ N, 1° 27′ 08″ E / 42.41598611°N,1.45231972°E 1295.7 msnm    |           |                     | Modifica les dades a Wikidata |
|        | Roc del Cucut                     | les Valls de Valira                                        | muntanya       |         | 42° 23′ 00″ N, 1° 29′ 57″ E / 42.38337444°N,1.49910833°E 1275.4 msnm    |           |                     | Modifica les dades a Wikidata |
|        | Roc del Fener de l'Ala            | Montferrer i Castellbò les Valls de Valira                 | muntanya       |         | 42° 24′ 32″ N, 1° 24′ 02″ E / 42.40875278°N,1.40060611°E 1751.7 msnm    |           |                     | Modifica les dades a Wikidata |
|        | Roc del Forat del Gat             | les Valls de Valira                                        | muntanya       |         | 42° 22′ 42″ N, 1° 28′ 30″ E / 42.37831389°N,1.4749°E 1251.8 msnm        |           |                     | Modifica les dades a Wikidata |
|        | Roc del Vinyer                    | les Valls de Valira                                        | muntanya       |         | 42° 25′ 51″ N, 1° 26′ 05″ E / 42.4307°N,1.43481°E 1445.5 msnm           |           |                     | Modifica les dades a Wikidata |
|        | Roca Grossa                       | Montferrer i Castellbò les Valls de Valira                 | muntanya       |         | 42° 24′ 54″ N, 1° 22′ 37″ E / 42.41488056°N,1.37680833°E 1897.2 msnm    |           |                     | Modifica les dades a Wikidata |
|        | Roca del Carret                   | Montferrer i Castellbò les Valls de Valira                 | muntanya       |         | 42° 24′ 36″ N, 1° 23′ 25″ E / 42.40988611°N,1.39025556°E 1742.1 msnm    |           |                     | Modifica les dades a Wikidata |
|        | Serra d'Arcabell                  | les Valls de Valira                                        | muntanya       |         | 42° 25′ 00″ N, 1° 32′ 00″ E / 42.41667°N,1.53333°E                      |           |                     | Modifica les dades a Wikidata |
|        | Serrat dels Punxons               | les Valls de Valira                                        | muntanya       |         | 42° 30′ 00″ N, 1° 25′ 39″ E / 42.5°N,1.4275°E                           |           |                     | Modifica les dades a Wikidata |
|        | Tossal del Bordar                 | les Valls de Valira                                        | muntanya       |         | 42° 22′ 29″ N, 1° 27′ 20″ E / 42.3747°N,1.45547°E 831.3 msnm            |           |                     | Modifica les dades a Wikidata |
|        | Tossal del Roure                  | Montferrer i Castellbò les Valls de Valira                 | muntanya       |         | 42° 24′ 20″ N, 1° 25′ 43″ E / 42.40554167°N,1.42858889°E 1691.1 msnm    |           |                     | Modifica les dades a Wikidata |
|        | Turó Punçó                        | Lles de Cerdanya el Pont de Bar les Valls de Valira        | muntanya       |         | 42° 25′ 28″ N, 1° 36′ 04″ E / 42.424555°N,1.600995°E 2493 msnm          |           |                     | Modifica les dades a Wikidata |
|        | Turó de Pradal                    | les Valls de Valira                                        | muntanya       |         | 42° 24′ 56″ N, 1° 30′ 03″ E / 42.4155°N,1.50074°E 1942.7 msnm           |           |                     | Modifica les dades a Wikidata |
|        | Turó de la Garganta               | les Valls de Valira                                        | muntanya       |         | 42° 25′ 56″ N, 1° 25′ 46″ E / 42.4321°N,1.42937°E 1283.4 msnm           |           |                     | Modifica les dades a Wikidata |
|        | Turó de la Guàrdia                | Estamariu les Valls de Valira                              | muntanya       |         | 42° 24′ 54″ N, 1° 30′ 46″ E / 42.4151°N,1.51279°E 1994.7 msnm           |           |                     | Modifica les dades a Wikidata |
|        | Turó de la Palomera               | les Valls de Valira                                        | muntanya       |         | 42° 25′ 01″ N, 1° 33′ 19″ E / 42.4169°N,1.55529°E 1947.4 msnm           |           |                     | Modifica les dades a Wikidata |
|        | el Bony de Quíxol                 | les Valls de Valira                                        | muntanya       |         | 42° 25′ 41″ N, 1° 30′ 15″ E / 42.428°N,1.50424°E 1756.1 msnm            |           |                     | Modifica les dades a Wikidata |
|        | el Castell de l'Espona dels Prats | les Valls de Valira                                        | muntanya       |         | 42° 28′ 54″ N, 1° 23′ 42″ E / 42.4817°N,1.39511°E 2017.2 msnm           |           |                     | Modifica les dades a Wikidata |
|        | els Cuassos                       | les Valls de Valira                                        | muntanya       |         | 42° 28′ 42″ N, 1° 23′ 06″ E / 42.47835556°N,1.38492444°E 1957.5 msnm    |           |                     | Modifica les dades a Wikidata |
|        | la Pinosa                         | les Valls de Valira                                        | muntanya       |         | 42° 29′ 24″ N, 1° 22′ 49″ E / 42.4901°N,1.38019°E 2265.8 msnm           |           |                     | Modifica les dades a Wikidata |
|        | la Torre de Cabús                 | les Valls de Valira                                        | muntanya       |         | 42° 31′ 39″ N, 1° 24′ 26″ E / 42.52743611°N,1.407175°E 2778.2 msnm      |           |                     | Modifica les dades a Wikidata |
|        | plana d'Alfa                      | les Valls de Valira                                        | muntanya plana |         | 42° 28′ 55″ N, 1° 24′ 41″ E / 42.48181°N,1.41128°E                      |           |                     | Modifica les dades a Wikidata |

## nucli de població
| imatge | Nom                | Ubicat a            | instància de      | Detalls       | coordenades                                                        | Protecció | Commons (més fotos) | Dades a WD                    |
| ------ | ------------------ | ------------------- | ----------------- | ------------- | ------------------------------------------------------------------ | --------- | ------------------- | ----------------------------- |
|        | Bordes de Civís    | les Valls de Valira | nucli de població |               | 42° 28′ 43″ N, 1° 22′ 25″ E / 42.478594581378°N,1.3734802556904°E  |           |                     | Modifica les dades a Wikidata |
|        | Estelareny         | les Valls de Valira | nucli de població |               | 42° 24′ 10″ N, 1° 27′ 24″ E / 42.40270556°N,1.45660278°E           |           |                     | Modifica les dades a Wikidata |
|        | Farrera dels Llops | les Valls de Valira | nucli de població |               | 42° 25′ 10″ N, 1° 26′ 59″ E / 42.41954722°N,1.44978056°E 1195 msnm |           | Farrera dels Llops  | Modifica les dades a Wikidata |
|        | Llirt              | les Valls de Valira | nucli de població | Estat: ruïnós | 42° 22′ 43″ N, 1° 29′ 49″ E / 42.37862222°N,1.49696667°E 1082 msnm |           | Llirt               | Modifica les dades a Wikidata |

## pont
| imatge | Nom                  | Ubicat a            | instància de | Detalls                                      | coordenades                                                         | Protecció                                  | Commons (més fotos) | Dades a WD                    |
| ------ | -------------------- | ------------------- | ------------ | -------------------------------------------- | ------------------------------------------------------------------- | ------------------------------------------ | ------------------- | ----------------------------- |
|        | Pont Trencat         | les Valls de Valira | pont         |                                              | 42° 24′ 09″ N, 1° 27′ 45″ E / 42.402529880683°N,1.46260763775294°E  |                                            |                     | Modifica les dades a Wikidata |
|        | Pont d'Anserall      | les Valls de Valira | pont         | Estil: arquitectura popular Travessa: Valira | 42° 22′ 40″ N, 1° 27′ 23″ E / 42.377854°N,1.456403°E                | bé integrant del patrimoni cultural català |                     | Modifica les dades a Wikidata |
|        | Pont de Cortingles   | les Valls de Valira | pont         | Travessa: Valira                             | 42° 23′ 50″ N, 1° 27′ 41″ E / 42.3971654374763°N,1.46148715129373°E |                                            |                     | Modifica les dades a Wikidata |
|        | Pont de Santa Llúcia | les Valls de Valira | pont         |                                              | 42° 24′ 35″ N, 1° 28′ 08″ E / 42.409791292995°N,1.46887116510108°E  |                                            |                     | Modifica les dades a Wikidata |
|        | el Pontiró           | les Valls de Valira | pont         | Travessa: riu de Bescaran                    | 42° 24′ 28″ N, 1° 32′ 48″ E / 42.4077791951218°N,1.54674306765409°E |                                            |                     | Modifica les dades a Wikidata |

## refugi de muntanya
| imatge | Nom                       | Ubicat a            | instància de       | Detalls | coordenades                                                                                           | Protecció | Commons (més fotos)       | Dades a WD                    |
| ------ | ------------------------- | ------------------- | ------------------ | ------- | --- | --------- | ------------------------- | ----------------------------- |
|        | refugi de Coll de Midós   | les Valls de Valira | refugi de muntanya |         | 42° 24′ 50″ N, 1° 34′ 29″ E / 42.41385556°N,1.57460278°E ca:Coll de Midós, Bescaran 2010 msnm         |           | Refugi de Coll de Midós   | Modifica les dades a Wikidata |
|        | refugi del Ras de Conques | les Valls de Valira | refugi de muntanya |         | 42° 27′ 07″ N, 1° 21′ 53″ E / 42.45194444°N,1.36459722°E ca:Sota la Creu del Ras de Conques 1840 msnm |           | Refugi del Ras de Conques | Modifica les dades a Wikidata |

## serra
| imatge | Nom                    | Ubicat a                                    | instància de | Detalls | coordenades                                                          | Protecció | Commons (més fotos) | Dades a WD                    |
| ------ | ---------------------- | ------------------------------------------- | ------------ | ------- | -------------------------------------------------------------------- | --------- | ------------------- | ----------------------------- |
|        | Rocs de la Mitxella    | les Valls de Valira                         | serra        |         | 42° 22′ 41″ N, 1° 26′ 42″ E / 42.378°N,1.44494167°E 1048.6 msnm      |           |                     | Modifica les dades a Wikidata |
|        | Sant Bartomeu          | les Valls de Valira                         | serra        |         | 42° 27′ 26″ N, 1° 22′ 47″ E / 42.4573°N,1.37966°E 2070.2 msnm        |           |                     | Modifica les dades a Wikidata |
|        | Serra Airosa           | les Valls de Valira Lles de Cerdanya        | serra        |         | 42° 26′ 50″ N, 1° 35′ 25″ E / 42.44709167°N,1.59017778°E 2662 msnm   |           | Serra Airosa        | Modifica les dades a Wikidata |
|        | Serra Plana            | les Valls de Valira                         | serra        |         | 42° 28′ 58″ N, 1° 25′ 17″ E / 42.4828°N,1.42137°E 2279.4 msnm        |           |                     | Modifica les dades a Wikidata |
|        | serra de Banat         | Estamariu les Valls de Valira               | serra        |         | 42° 23′ 55″ N, 1° 31′ 44″ E / 42.3986°N,1.52888°E 1678.2 msnm        |           |                     | Modifica les dades a Wikidata |
|        | serra de Peçaborrosa   | Estamariu les Valls de Valira               | serra        |         | 42° 23′ 24″ N, 1° 30′ 04″ E / 42.39°N,1.50099°E 1545.8 msnm          |           |                     | Modifica les dades a Wikidata |
|        | serra de Trescul       | les Valls de Valira                         | serra        |         | 42° 29′ 33″ N, 1° 24′ 25″ E / 42.4926°N,1.40696°E 2396.3 msnm        |           |                     | Modifica les dades a Wikidata |
|        | serra de la Curna      | el Pont de Bar les Valls de Valira          | serra        |         | 42° 23′ 55″ N, 1° 34′ 34″ E / 42.39848333°N,1.57611111°E 1917.2 msnm |           |                     | Modifica les dades a Wikidata |
|        | serra de les Pinyes    | el Pont de Bar les Valls de Valira          | serra        |         | 42° 24′ 51″ N, 1° 35′ 39″ E / 42.41425278°N,1.59411111°E 2158.3 msnm |           |                     | Modifica les dades a Wikidata |
|        | serra del Cavall       | les Valls de Valira                         | serra        |         | 42° 26′ 21″ N, 1° 34′ 58″ E / 42.43911944°N,1.58271111°E 2611.2 msnm |           |                     | Modifica les dades a Wikidata |
|        | serra del Dac          | les Valls de Valira                         | serra        |         | 42° 25′ 55″ N, 1° 23′ 14″ E / 42.43185556°N,1.38725278°E 1758.4 msnm |           |                     | Modifica les dades a Wikidata |
|        | serra del Solà         | les Valls de Valira                         | serra        |         | 42° 27′ 17″ N, 1° 24′ 42″ E / 42.454725°N,1.41155°E 1832.4 msnm      |           |                     | Modifica les dades a Wikidata |
|        | serrat de l'Avellanosa | les Valls de Valira                         | serra        |         | 42° 25′ 27″ N, 1° 23′ 30″ E / 42.4241°N,1.39166389°E 1921.3 msnm     |           |                     | Modifica les dades a Wikidata |
|        | serrat del Petronill   | les Valls de Valira                         | serra        |         | 42° 24′ 54″ N, 1° 24′ 05″ E / 42.4151°N,1.40137°E 1751.7 msnm        |           |                     | Modifica les dades a Wikidata |
|        | serrat del Vaquer      | les Valls de Valira                         | serra        |         | 42° 25′ 16″ N, 1° 25′ 38″ E / 42.42118056°N,1.42724444°E 1433.1 msnm |           |                     | Modifica les dades a Wikidata |
|        | serrat dels Pous       | les Valls de Valira                         | serra        |         | 42° 25′ 57″ N, 1° 24′ 38″ E / 42.43259444°N,1.41061389°E 1455.7 msnm |           |                     | Modifica les dades a Wikidata |
|        | serrat dels Ventaders  | Arsèguel el Pont de Bar les Valls de Valira | serra        |         | 42° 21′ 59″ N, 1° 33′ 55″ E / 42.3664°N,1.5654°E 1681.2 msnm         |           |                     | Modifica les dades a Wikidata |

## torre de sentinella
| imatge | Nom                       | Ubicat a            | instància de                | Detalls                     | coordenades                                                                                             | Protecció                                            | Commons (més fotos)       | Dades a WD                    |
| ------ | ------------------------- | ------------------- | --------------------------- | --------------------------- | --- | ---------------------------------------------------- | ------------------------- | ----------------------------- |
|        | Colomer d'en Jovany       | les Valls de Valira | torre de sentinella         | Estil: arquitectura popular | 42° 30′ 41″ N, 1° 26′ 14″ E / 42.511407°N,1.437341°E                                                    | bé integrant del patrimoni cultural català           |                           | Modifica les dades a Wikidata |
|        | Torre Colomer de Bescaran | les Valls de Valira | torre de sentinella colomar | Estil: arquitectura popular | 42° 24′ 15″ N, 1° 32′ 43″ E / 42.404226°N,1.545156°E ca:Serradet a dalt del poble de Bescaran 1411 msnm | bé d'interès cultural bé cultural d'interès nacional | Torre Colomer de Bescaran | Modifica les dades a Wikidata |
|        | Torre del Colomer del Ruf | les Valls de Valira | torre de sentinella         |                             | 42° 26′ 47″ N, 1° 23′ 36″ E / 42.4463020893791°N,1.39334622026238°E                                     |                                                      |                           | Modifica les dades a Wikidata |
|        | el Colomer                | les Valls de Valira | torre de sentinella         |                             | 42° 24′ 15″ N, 1° 32′ 38″ E / 42.404283913046°N,1.54382231471261°E                                      |                                                      |                           | Modifica les dades a Wikidata |

## Misc
| imatge | Nom                             | Ubicat a                                                       | instància de                           | Detalls                                                                 | coordenades                                                                                               | Protecció                                  | Commons (més fotos) | Dades a WD                    |
| ------ | ------------------------------- | -------------------------------------------------------------- | -------------------------------------- | ----------------------------------------------------------------------- | --- | ------------------------------------------ | ------------------- | ----------------------------- |
|        | Ancla                           | les Valls de Valira                                            | vèrtex geodèsic                        | Alt: 1.2m                                                               | 42° 30′ 16″ N, 1° 27′ 37″ E / 42.504477°N,1.460335°E 2402.013 msnm                                        |                                            |                     | Modifica les dades a Wikidata |
|        | Arcavell i la Farga de Moles    | les Valls de Valira                                            | entitat municipal descentralitzada     | 47 hab                                                                  | 42° 25′ 47″ N, 1° 28′ 58″ E / 42.42981667°N,1.48279444°E                                                  |                                            |                     | Modifica les dades a Wikidata |
|        | Búnquers d'Arcavell             | les Valls de Valira                                            | búnquer                                | Estil: arquitectura popular                                             | 42° 25′ 17″ N, 1° 28′ 23″ E / 42.4215°N,1.47314°E 1350 msnm                                               | bé integrant del patrimoni cultural català | Búnquers d'Arcavell | Modifica les dades a Wikidata |
|        | Capella de Sant Antoni de Pàdua | les Valls de Valira                                            | capella                                | Estil: arquitectura popular                                             | | bé integrant del patrimoni cultural català |                     | Modifica les dades a Wikidata |
|        | N-145                           | la Seu d'Urgell les Valls de Valira Anserall la Farga de Moles | carretera nacional d'Espanya carretera | Llarg: 9.7km                                                            | 42° 23′ 38″ N, 1° 27′ 40″ E / 42.393817°N,1.46124°E                                                       |                                            |                     | Modifica les dades a Wikidata |
|        | Pla de Lloses                   | Estamariu les Valls de Valira                                  | indret                                 |                                                                         | 42° 24′ 59″ N, 1° 30′ 48″ E / 42.416388888889°N,1.5133333333333°E                                         |                                            |                     | Modifica les dades a Wikidata |
|        | Sant Antoni                     | les Valls de Valira                                            |                                        |                                                                         | |                                            |                     | Modifica les dades a Wikidata |
|        | Túnel del Bordar                | Anserall                                                       | túnel                                  | Llarg: 388.16m                                                          | 42° 22′ 24″ N, 1° 27′ 15″ E / 42.373203°N,1.454304°E                                                      |                                            |                     | Modifica les dades a Wikidata |
|        | Vall d'Os                       | Sant Julià de Lòria les Valls de Valira                        | vall                                   |                                                                         | 42° 29′ 42″ N, 1° 26′ 37″ E / 42.495016666666665°N,1.4436972222222222°E                                   |                                            | Vall d'Os           | Modifica les dades a Wikidata |
|        | alzina de Can Cotet             | les Valls de Valira                                            | arbre singular                         | Taxon: alzina (Quercus ilex) Ample: 13.67m Alt: 20.06m Perímetre: 3.43m | 42° 25′ 39″ N, 1° 27′ 40″ E / 42.42753°N,1.46111°E ca:Davant la borda Caballé, la Farga de Moles 821 msnm | arbre monumental                           | Alzina de Can Cotet | Modifica les dades a Wikidata |
|        | dolmen de Coll Jovell           | les Valls de Valira                                            | dolmen                                 |                                                                         | 42° 24′ 18″ N, 1° 34′ 12″ E / 42.404894135785°N,1.57011665054732°E                                        |                                            |                     | Modifica les dades a Wikidata |
|        | estanyol de Sabollera           | Farrera les Valls de Valira                                    | llac glacial                           |                                                                         | 42° 30′ 52″ N, 1° 21′ 55″ E / 42.514499291358°N,1.3652456178321°E                                         |                                            |                     | Modifica les dades a Wikidata |
|        | la Llosera                      | les Valls de Valira                                            | pedrera                                |                                                                         | 42° 25′ 47″ N, 1° 27′ 50″ E / 42.4296614829706°N,1.46375593981568°E                                       |                                            |                     | Modifica les dades a Wikidata |